# Lama dei Peligni
Lama dei Peligni è un comune italiano di 1 019 abitanti della provincia di Chieti in Abruzzo. Fa anche parte della Comunità montana Aventino-Medio Sangro e il territorio comunale è compreso nel Parco nazionale della Maiella. Il paese, noto ai naturalisti come il paese dei camosci, si trova in un'area florofaunistica di particolare interesse.

## Geografia fisica
Situato a 669 metri di altitudine, il paese sorge tra il fiume Aventino e le falde meridionali del massiccio della Maiella. Per collegare le due sponde del fiume furon costruiti diversi ponti, ormai crollati, ma l'unico ad essere ancora intatto viene chiamato Ponte di ferro, descritto da assi di legno, provenienti dagli usi costruzionali delle rotaie, poste sovra uno scheletro in ferro. Vario si presenta l'ambiente di Lama dei Peligni: si va dalla zona a minor altitudine in cui prevalgono vasti querceti passando per le ripide balze rocciose abitate tra l'altro da scoiattoli, caprioli e cinghiali, sino ai territori pianeggianti posti in alta quota in cui vegetano ad esempio le stelle alpine appenniniche.

## Origini del nome
Il toponimo è di derivazione pre-latina, provenendo dalla parola lama che letteralmente significava lamatura, cioè terreno dove l'acqua ristagna; successiva è da ritenersi l'aggiunta riferita al popolo italico, i Peligni appunto, che si sarebbe spinto sino al territorio del fiume Aventino, anche se quest'ultimo dato è controverso e si può sostenere che i Peligni non abbiano abitato realmente questi territori, essendo originari invece della valle di Sulmona.

## Storia
Il territorio fu abitato sin dall'epoca preistorica, come testimoniato ampiamente da una serie di pitture rupestri rinvenute nelle grotte della zona e dai resti di un villaggio d'epoca neolitica. In Contrada Fonterossi, proprio nelle vicinanze del sito neolitico, fu rinvenuto, agli inizi del XX secolo, il cosiddetto uomo della Maiella, resto umano di una sepoltura preistorica risalente al 7000-5000 a.C. .
In età romana, la zona fu abitata dalla tribù italica dei Carecini, di derivazione sannita, distribuita nei centri abitati principali di Cluviae e Juvanum. Il periodo del Medioevo si caratterizzò per la presenza di eremi, presso cui dimorarono asceti e santi; tra i tanti va menzionato il Beato Roberto da Salle, discepolo di Celestino V, alloggiato presso il locale Eremo di Sant'Angelo. Lo sviluppo del paese nel campo della produzione della lana si ebbe a partire dall'epoca rinascimentale.
Il paese fu completamente distrutto da violenti terremoti e nella Seconda guerra mondiale; entrato a far parte della Brigata Maiella, il paese fu liberato dai tedeschi il 31 gennaio 1944. Nei pressi è sita la Grotta del Cavallone, grotta in cui Gabriele D'Annunzio ambientò La figlia di Iorio, e grotta naturale visitabile più alta d'Europa, a 1475 s.l.m.

### Simboli
Lo stemma comunale e il gonfalone sono stati concessi con decreto del presidente della Repubblica del 25 giugno 1981.
Il gonfalone è un drappo di bianco.

## Monumenti e luoghi di interesse

### Chiese e luoghi di culto

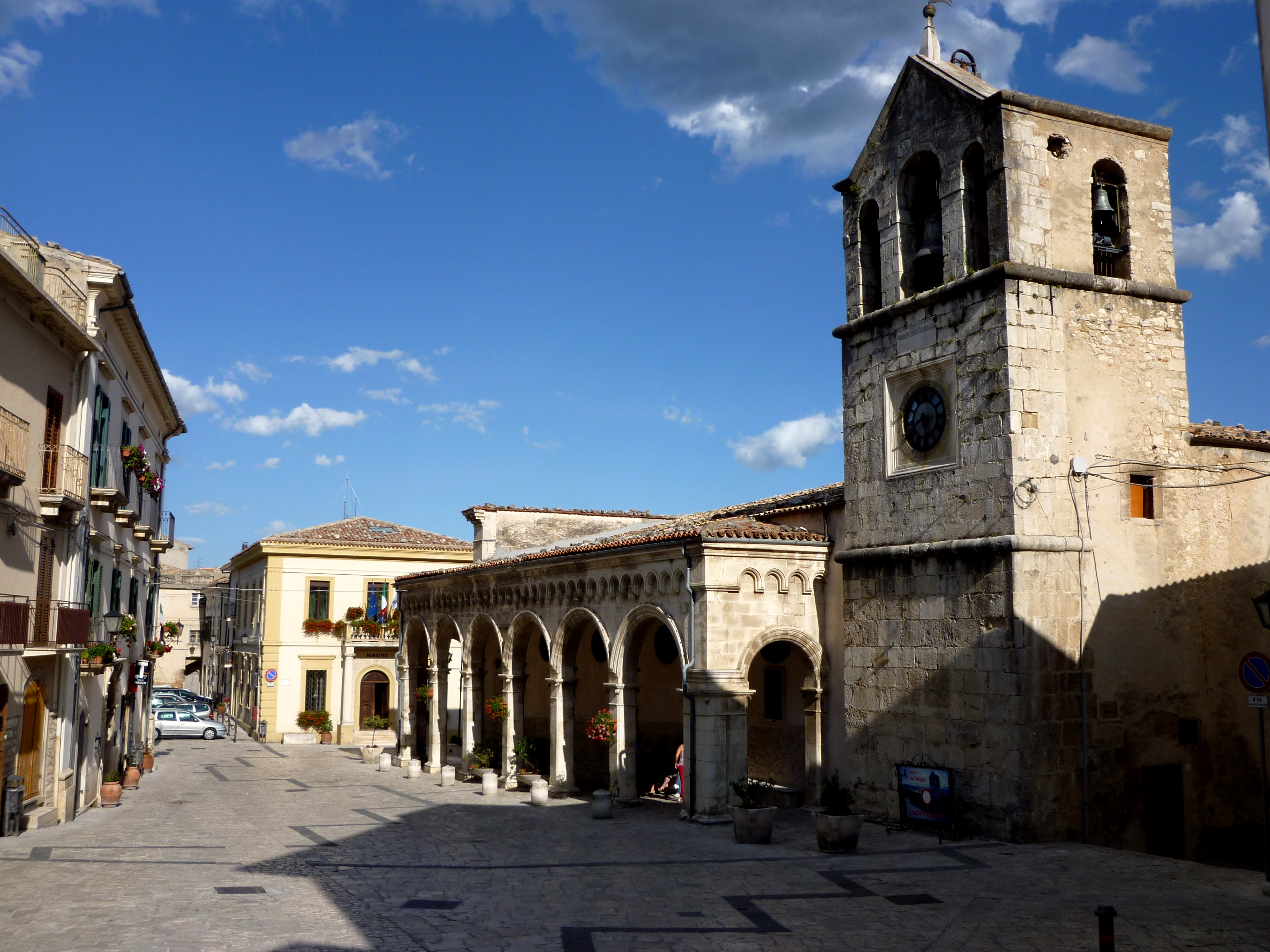
Piazza Umberto I e la Parrocchia di Gesù Bambino

- Chiesa parrocchiale di Gesù Bambino o dei Santi Nicola e Clemente. La chiesa parrocchiale, originariamente intitolata ai SS. Nicola e Clemente, è stata intitolata nel corso del 2015 a Gesù Bambino, con Decreto dell'arcivescovo mons. Bruno Forte. È sita in piazza Umberto I, dinanzi al municipio. L'edificio originario risale al XVI secolo. Un'epigrafe sul campanile attesta che la chiesa è avvenuta nel 1589 nel Settecento sono state aggiunte due finestre sulla facciata per avere più luce. Il portico, sito sul lato destro, è novecentesco. La facciata è rettangolare. Un timpano sovrasta il portale, mentre un rosone è ornato da alcune testine di angeli. Il portico è a sei campate con arco a tutto sesto. Il campanile è a tre livelli scanditi all'esterno da cornice marcapiano. L'interno è a tre navate, una centrale e due laterali. Nelle navate laterali sono presenti altari minori, con rappresentazioni di Santi.

Nella navata destra compaiono, nell'ordine, una nicchia con S. Sebastiano, un primo altare moderno con un'effigie della Divina Misericordia (allestito recentemente), che ospita il fonte battesimale, quest'ultimo coperto da un cassone in legno tardo-gotico risalente all'Ottocento. Successivamente vi è un altare con la Madonna Addolorata e il Cristo morto, poi un altare con S. Antonio da Padova e infine un ultimo con la raffigurazione del Sacro Cuore di Gesù. Nella navata di sinistra compaiono, nell'ordine, un primo altare con la Madonna del Rosario, poi un altare con un quadro della Madonna delle Grazie. Successivamente un altare con S. Cesidio, seguito da quello in onore di S. Giuseppe. Per finire vi è una nicchia con S. Gabriele dell'Addolorata. In fondo alla chiesa, sul portone di ingresso, è posto un soppalco sostenuto da quattro colonne, che ospita un organo a canne realizzato nel XVII secolo. In fondo a sinistra della navata centrale è situato un pulpito in legno, con rappresentazioni della vita di Gesù. L'altare maggiore è posto in fondo alla navata centrale, posto al centro del presbiterio ed è illuminato dalla luce della cupola. Dietro l'altare è posta l'urna del Santo Bambino, con al di sotto il tabernacolo.

- Eremo della Grotta Sant'Angelo e abside di Sant'Agata.
- Chiesa di Santa Maria della Misericordia e Convento di Sant'Antonio da Padova. È sito nella località Largo Convento. Il convento è stato fondato nel 1327 da Roberto da Salle: Il campanile è stato realizzato da Roberto Verlengia, nel 1921, su progetto di Giuseppe Verlengia, in stile misto, tra gotico e rinascimentale. In questo anno anche l'interno fu rifatto in stile pseudo barocco e rococò. La chiesa ha facciata a capanna. Il timpano presenta alcune decorazioni a mosaico mostranti delle storie di Sant'Antonio di Padova. Una statua dello stesso santo è posta sopra il timpano. L'interno è ad un'unica navata. Il campanile è a cinque piani divisi da cornici marcapiano. Il secondo e quinto piano hanno delle bifore con una balaustra. L'annesso convento è sito alla sinistra della chiesa il quale consta di più locali con delle murature in pietra. Agli interni ornati nelle volte con pernacchi e fregi classicheggianti, si trovano l'altare maggiore moderno con la Madonna col tra Angeli, e le nicchie laterali, una croce in rame di maestranze abruzzesi del XIV secolo, una statua della Madonna del XII secolo, la statua di Sant'Antonio di Padova, San Gaetano, del Cristo morto e della Madonna del Carmine, e di e dei manoscritti di Sant'Alfonso Maria de' Liguori.[13]
- Chiesa di San Rocco. È sita presso il laghetto Plebiscito. La chiesa è stata rimaneggiata più volte su un edificio risalente alla metà del XVII secolo. Venne ricostruito nel 1713 dopo il terremoto del 1703, epoca in cui risulta arricchito da argenterie ed arredi sacri. Nel 1802 il campanile venne aggiunto nel 1802. Nel 1933 la chiesa è resa impraticabile per via del terremoto cui si rese necessario un restauro. Nella seconda guerra mondiale che provocò danni all'abside e alla facciata ricostruite negli anni cinquanta. Nel 1994 risale il rifacimento del tetto. Il campanile è a quattro piani scanditi all'esterno da cornici marcapiano. I primi tre piani sono in pietra, mentre l'ultimo è in mattoni mentre gli angoli sono rafforzati da cantonali. L'interno è ad aula suddivisa da quattro campate sostenute da tre coppie di pilastri. L'abside è coperta a vela.[14]

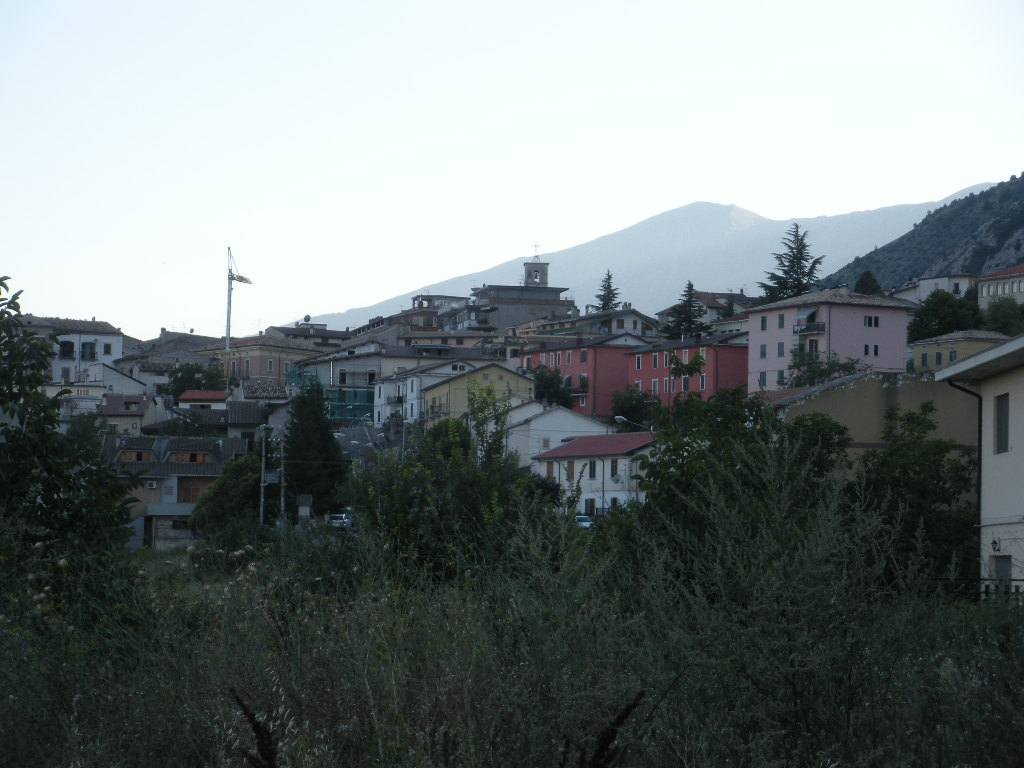
Veduta di Lama dei Peligni, con in fondo il campanile di San Rocco.

- Chiesa di San Pietro. È sita sulla strada provinciale per Taranta Peligna. Verosimilmente la chiesa è sorta nel novecento su di un preesistente edificio. La facciata è a capanna con due campanili a vela. La porta è preceduta da una piccola scalinata. Il portale è sormontato da una finestra a sua volta sormontata da un timpano. L'interno, ad aula, conserva un busto in legno raffigurante San Francesco Saverio.[15]
- Chiesa di San Clemente. È sita su un burrone posto alla periferia del paese, detta Lama Vecchia. Data la mancanza di fonti non è possibile datare con certezza la fondazione della chiesa, tuttavia una pietra della chiesa riporta il 1529. Il terremoto della Maiella del 1933 e susseguentemente la seconda guerra mondiale fecero abbandonare per sempre l'edificio religioso, ridotto a rudere. La struttura della chiesa è semplice e povera con mura in pietre di diversa forma. La facciata, forse, era a capanna. A fianco del portale erano delle finestre devozionali. A causa della vegetazione rigogliosa che è all'interno non è possibile accedere all'interno.[16]
- Chiesa della Madonna dei Corpi Santi. È sita nella Contrada Corpi Santi. L'edificio attuale è frutto della ricostruzione, nell'Ottocento, di un precedente edificio distrutto nel terremoto del 1706. Tra i cimeli della vecchia chiesa rimangono una lampada di piombo ed una statua della Madonna. Il coronamento è orizzontale. Un timpano suivide la facciata in due parti. L'interno è a navata unica con delle cappelle laterali.[17]

### Grotte

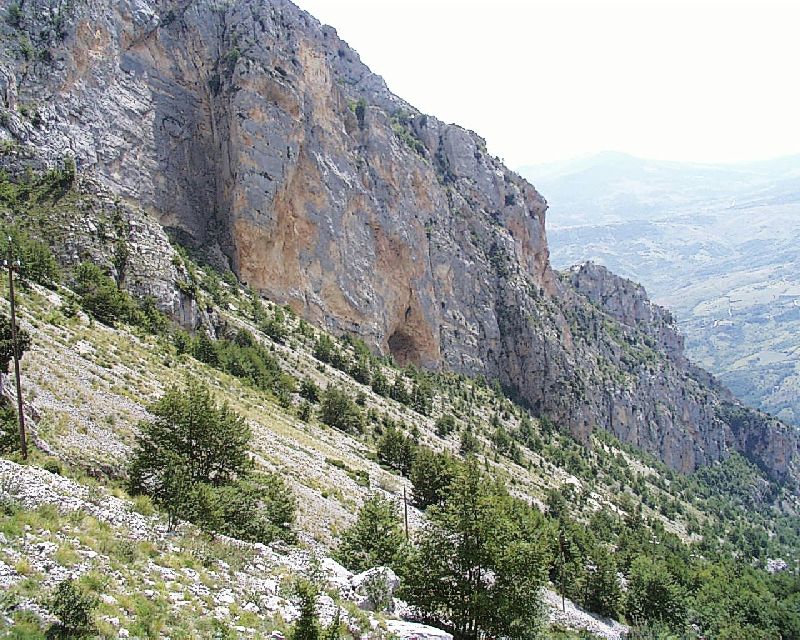
L'entrata della Grotta del Cavallone

- Grotta del Cavallone: situata al confine tra Lama e Taranta Peligna, nota per essere la grotta naturale visitabile più alta d’Europa. Il poeta Gabriele D'Annunzio vi ha ambientato la tragedia La figlia di Iorio.
- Grotta Sant'Angelo: la prima attestazione certa risale al 1447. Nella parte relativa a Lama del Registro dei fuochi del Regno di Napoli è menzionata una tale Margarita concubina prioris Sancti Angeli de monte ("Margherita, concubina del priore di S. Angelo del Monte"). L'intitolazione a san Michele arcangelo fa presupporre, tuttavia, una fondazione altomedievale. Nel 1838 il luogo viene menzionato nei Decreti della Prima Santa Visita di G.M. Saggese, vescovo di Chieti. Secondo una tradizione locale, nel 1656, per sfuggire alla peste, vi si rifugiò il ricco notaio De Camillis; un secolo dopo, il ritrovamento di uno stivale pieno di monete d'oro provocò la distruzione delle mura da parte degli abitanti del luogo alla ricerca di un'eventuale tesoro. La struttura è la seguente: ampio androne largo circa 20 m all'ingresso con poche tracce superstiti di muratura che permettono di ricostruirne a grandi linee la struttura originaria. La parte frontale della grotta era interamente chiusa, con un unico accesso al centro, mentre l'interno era costituito da due ambienti di diversa grandezza. Il primo, che conserva ancora i resti di un piccolo altare sormontato da un'edicola lignea, costituiva la zona presbiteriale del complesso, come testimonia anche la presenza di un'acquasantiera scavata nella roccia della parete d'ingresso; il secondo ambiente, di dimensioni più piccole, era il nucleo abitativo dell'eremo.

### Palazzi e monumenti pubblici

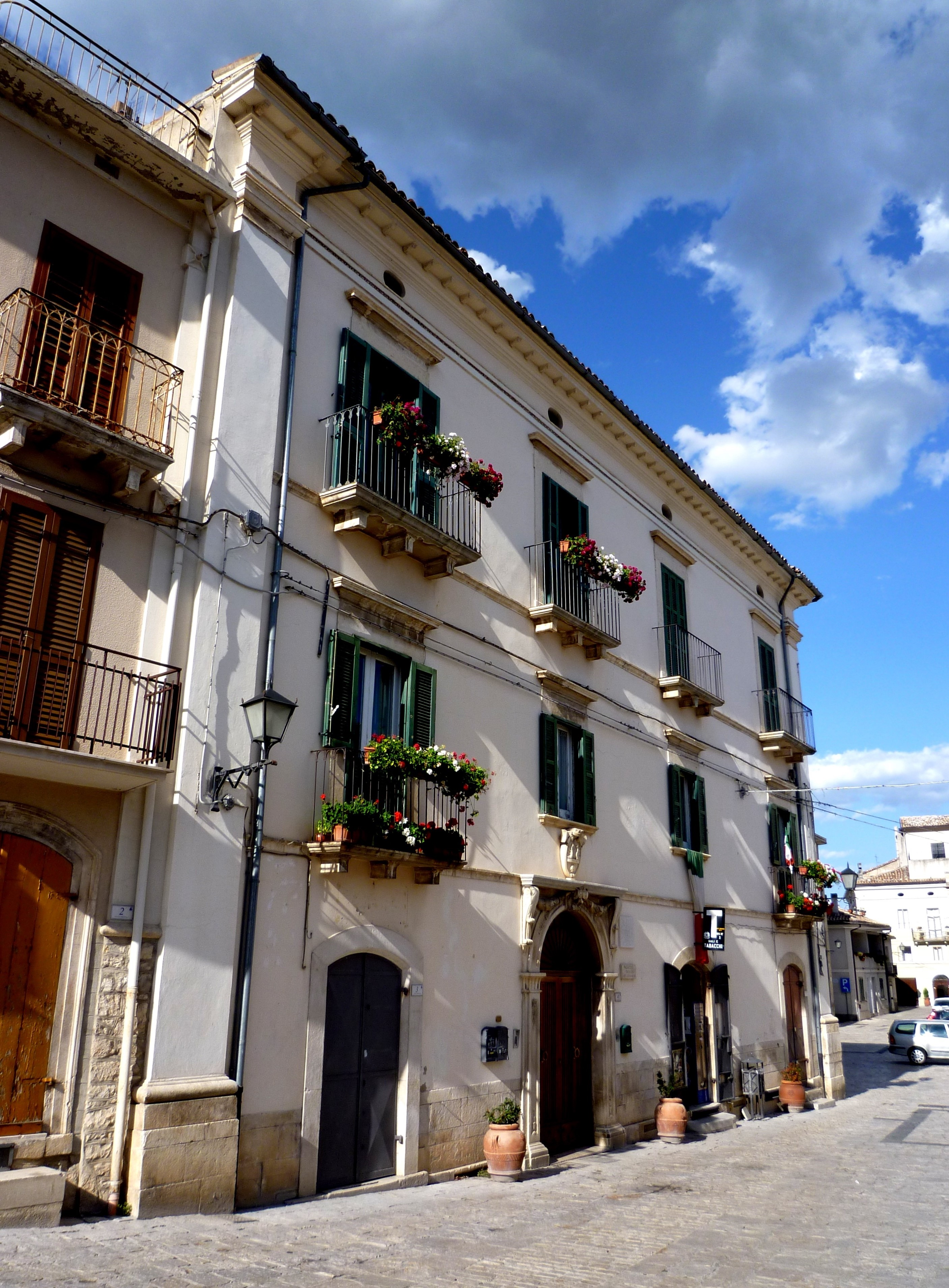
Palazzo dei Baroni Tabassi.

- Palazzo Verlengia. È sito in piazza Umberto I. La presenza di un'inferriata barocca fa supporre che l'edificio sia settecentesco. Il palazzo è stato rielaborato nel Novecento. Attualmente il palazzo è abitato solo in parte. Ove l'intonaco è caduto si vedono tracce di muratura. Anche la porta ha una mostra in pietra.[18]
- Palazzo dei Baroni Tabassi. È sito in piazza Umberto I. La costruzione risale al XVI secolo, susseguentemente l'edificio è stato ristrutturato e rimaneggiato. Il palazzo è su tre livelli separati da cornici marcapiano. La facciata principale ha, negli angoli delle lesene giganti su cui è posta, in alto, una trabeazione. Il portale principale è in pietra sormontato da un arco a tutto sesto. Sopra la cornice del portone vi è lo stemma della famiglia ducale. A fianco del portale principale vi sono altri tre portali a sesto ribassato. Ai piani superiori vi sono finestre e balconi che hanno disposizione di gusto classico.[19]
- Palazzo Ducale. È sito a piazza Umberto I. Il palazzo fu costruito per volontà dei duchi Di Capua nel Cinquecento. Nel 1756 il palazzo risulta di proprietà dei D'Aquino di Caramanico. Dell'impianto originale resta ben poco salvo qualche pietra cantonale e qualche finestra. Il palazzo è su tre livelli. Il cantonale è costituito da una parasta che è sormontata da un elemento circolare che è sorretto da mensole. La finestra posta su di un cantonale ha una mostra in pietra con dei piedritti con delle decorazioni a motivi floreali impiantati su un davanzale sostenuto da mensole. La cornice sulla quale termina la trabeazione è sostenuta da alcune mensole con decorazione a foglie di acanto. La facciata ha un profilo a scarpa.[20]
- Il Castello: non si hanno molte notizie di questa struttura, che si trova nel cuore del centro storico, al confine con il borgo di Lama Vecchia, quasi franato del tutto. Il castello sorge su un'altura, cerniera tra la vecchia Lama e quella nuova sviluppatasi nel XVII secolo, attorno l'attuale piazza Umberto I, con la parrocchia di San Nicola e San Clemente. Oggi del castello rimangono ruderi dell'impianto irregolare, compreso tra via Castello e via Forno vecchio, pare che prima della distruzione degli alleati mediante bombardamento, il castello fosse una residenza gentilizia, rimaneva solo una torre di guardia ancora oggi conservata, mentre attorno si trovano i ruderi delle mura.
- Monumento ai caduti: si trova presso il sagrato della chiesa di San Pietro, é un obelisco in pietra, a pianta quadrata, che pioggia su ub piedistallo. L'obelisco è decorato da pannelli in bronzo con scene allegoriche, ed è dedicato sia alle vittime civili della seconda guerra mondiale che ai partigiani lamesi della Brigata Maiella.
- Fonte Cannella. È sita in via Nazionale Frentana. È una fontana a tre cannelle con due vasche a forma rettangolare poste ai lati. Forse è stata realizzata nel XX secolo su di uno stabile precedente posto su una sorgente. La vasca ha un profilo con modanature ed è sorretta da due piedistalli a volute. La parete di fondo ha una cornice aggettante, sovrastata da un attico più alto nella parte centrale.[21]

### Musei
- Museo naturalistico archeologico "Maurizio Locati": posto all'ingresso di Lama, venendo da Fara San Martino, è un museo faunistico e archeologico dedicato allo zoologo Maurizio Locati, che si adoperò per la reintroduzione dei camosci nel Parco nazionale della Maiella. Una parte del museo infatti è dedicata al camoscio abruzzese e alla flora e fauna della Maiella, la sezione archeologica invece è dedicata alla presenza preistorica dell'uomo sulla Maiella, in particolare al villaggio di Fonte Rissi, contrada di Lama, vi si conservano utensili e oggetti di uso domestico, e anche un lapidarium fi epoca romana.
- Giardino botanico "Michele Tenore", si trova appena sopra il Museo naturalistico archeologico.

## Cultura
Presso il palazzo Verlengia in piazza Umberto I si trova la biblioteca comunale, dedicata al filologo e abruzzesista Francesco Verlengia, direttore anche della biblioteca provinciale di Chieti. La biblioteca contiene molti suoi manoscritti originali.

### Letteratura

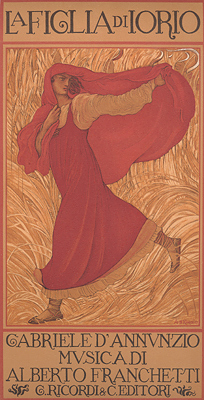
Manifesto de La figlia di Iorio di Gabriele D'Annunzio

Il paese è confinante con il paese di Taranta Peligna che fu scelto da Gabriele D'Annunzio, assieme alla Grotta del Cavallone,(incidente nella Valle di Taranta) come scenario della sua tragedia La figlia di Iorio.
Il paese nella storia è abitato da pastori, tra i quali vi è la famiglia di Lazaro, proveniente da Roio del Sangro,che abita in una casa al di là del fiume Aventino, che sta per festeggiare il matrimonio del giovane Aligi, figlio del capofamiglia, con una popolana locale. Tuttavia Aligi rifiuta la sua amata, perché s'innamora della contadina Mila, che salva da un linciaggio di pastori, perché creduta una strega che porti male. Nell'opera d'Annunzio evidenzia molto l'aspetto del paese,della località "Acqua Viva",del Campanile di San Biagio e dei suoi abitanti, che fondano le loro certezze nelle credenze religiose del cristianesimo e del paganesimo, e che non esitano a considerare l'estraneo come un essere maligno che voglia portare la sventura nel paese.

### Eventi
- Fino al 17 gennaio: rievocazione delle tentazioni del diavolo a Sant'Antonio abate.
- 20 gennaio: festa di san Sebastiano.
- 1ª domenica di maggio: festa in onore della Madonna Addolorata nella contrada Fonterossi.
- 3ª domenica di maggio: raduno di canoa sull'Aventino.
- Penultima domenica di maggio: festa del Santo Bambino di Lama.
- Ultima settimana di luglio: festival "Aventino Blues".
- 13 agosto: festa in onore di Sant'Antonio.
- Penultimo sabato e domenica di agosto: festa in onore di san Martino nella contrada Fico San Martino.
- 1º sabato e domenica di settembre: festa in onore della Madonna di Corpi Santi, nella contrada Corpi Santi.
- 26 dicembre: festa in onore di santa Barbara.
- 11 agosto: festa della musica a cura dell'Associazione Culturale Festa della Musica[22]

## Società

### Evoluzione demografica
Abitanti censiti

## Amministrazione
| Periodo        | Periodo        | Primo cittadino            | Partito                                                                        | Carica  | Note           |
| -------------- | -------------- | -------------------------- | ------------------------------------------------------------------------------ | ------- | -------------- |
| 23 aprile 1995 | 1997           | Tommaso Giuseppe Ricchiuti | Lista civica di Centro-sinistra                                                | Sindaco | [ 24 ]         |
| 27 aprile 1997 | 28 maggio 2006 | Rocco Velli                | Lista civica di Centro-sinistra                                                | Sindaco | [ 25 ] [ 26 ]  |
| 29 maggio 2006 | 4 giugno 2016  | Antonino Amorosi           | Lista civica di Centro-sinistra (2006-2011) Lista civica Lama unita (dal 2011) | Sindaco | 29 maggio 2006 |
| 5 giugno 2016  | 3 ottobre 2021 | Andrea Di Fabrizio         | Lista Civica Lama Unita                                                        | Sindaco |                |
| 4 ottobre 2021 | in carica      | Tiziana Di Renzo           | Lista Civica Lama Unita                                                        | Sindaco |                |